# The Santa Clauses
The Santa Clauses este un serial creat de Disney. El a fost difuzat pe Disney.